# Полянская, Ирина Сергеевна
Ири́на Серге́евна Поля́нская (род. 29 мая 1967 года, Бердичев, Украинская ССР, СССР) — российская актриса театра и кино.

## Биография
Ирина Сергеевна Полянская родилась 29 мая 1967 г. в городе Бердичеве Житомирской области. В 1991 году окончила курс И. О. Горбачёва в ЛГИТМиК.
С 1991 по 1994 год работала в театре драмы «Фаворит» Малого предприятия «Фонд», Санкт-Петербургском Муниципальном драматическом театре, Театральной студии предприятия «Арт-Территория», в Театре творческой ассоциации «Серебряный век».
В 1994—1995 годах играла в Государственном драматическом театре на Литейном; в Александринском театре; в Театре имени Комиссаржевской.
С 1995 года и по сей день Ирина Полянская состоит в труппе Молодёжного театра на Фонтанке, участвует в антрепризных спектаклях.

## Творчество

### Роли в театре
- 1996 — «Ночь ошибок» Оливера Голдсмита — Кэт Хардкэстль (реж. Михаил Черняк)
- 1997 — «Улица. Двор. Васька» В. Зверовщикова — кошечка Ксюша (реж. И. И. Лелюх)
- 1998 — «Двенадцатая ночь или что угодно» Уильяма Шекспира — Мария (реж. В. Туманов)
- 1998 — «Крики из Одессы» по пьесе И. Э. Бабеля
- 2009 — «Поздняя любовь» А. Н. Островского — Фелицата Антоновна Шаблова (реж. В. Туманов)

### Фильмография
- 1991 — Тёмные аллеи
- 1994 — Посвящение в любовь — невеста
- 1994 — Год собаки — Маня
- 1996 — Операция «С Новым годом!» — Куркова
- 2004 — Богатыри Online — Марфа
- 2005 — Нежная зима — Галя, соседка по палате
- 2006 — Игра on-line
- 2010 — Первый дом. Ближе, чем кажется…
- 2013 — Снегурочка — Лена, жена Нечаева
- 2016 — Следователь Тихонов — Евдокия Петровна Обольникова
- 2018 — Мажор-3 — директор Дворца молодёжи
- 2021 — Алиби — Ирина Варламова